# Jens Keller
Jens Keller, né le 24 novembre 1970 à Stuttgart, est un footballeur allemand devenu entraîneur.